# Ketil Stokkan
Ketil Stokkan (nacido el 29 de abril de 1956, en Harstad) es un artista pop noruego que ha actuado como solista, así como el cantante de la banda noruega Zoo. En 1986 y 1990 representó a Noruega en el Festival de la Canción de Eurovisión. Stokkan ahora trabaja como profesor de enseñanza secundaria en Harstad. 

## Discografía

### Zoo
- 1978 – Captured in Zoo
- 1978 – Guilty
- 1979 – Noregs heitaste
- 1980 – Z på maken
- 1981 – Gaya
- 1982 – Shagalai
- 1994 – Zoobra
- 2000 – Evig ung

### Solo
- 1983 – Samme charmeur (single)
- 1984 – Gentlemen's agreement
- 1985 – Ekte mannfolk
- 1986 – Romeo
- 1988 – Øyan dine (single)
- 1989 – Nexus – Back to my roots (single)
- 1990 – Stokkan Band – Brandenburger Tor (single)
- 1991 – Stokkan Band – Beina på jorda (single)
- 1994 – Stokkan – To the bone
- 1996 – All that blues from Norway (Samle-CD/Div. Art.)
- 1998 – Æ e` Nordlending (Samle-CD/Din NN-Art)
- 2001 – Evig Ung. Gamlegutta i ZOO aktive igjen med samle-CD